# Transsylvanië

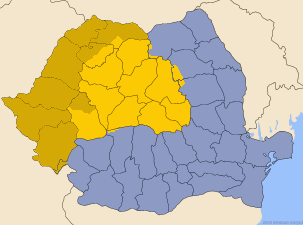
Kaart van Roemenië
historisch Transsylvanië hedendaags Transsylvanië in licht- en donkergeel

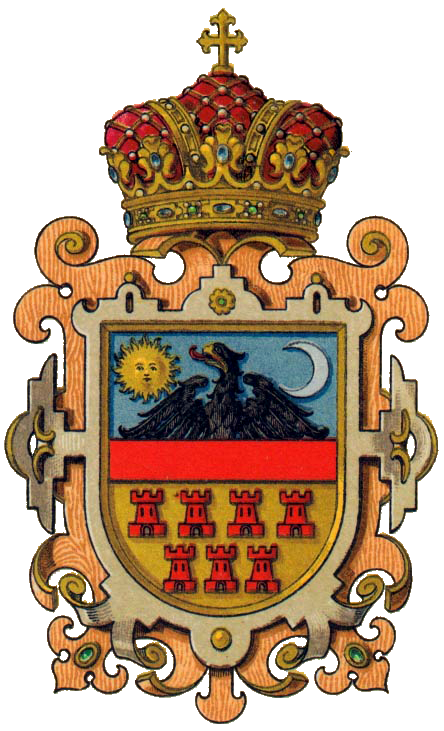
Het wapen van Zevenburgen (Transsylvanië)

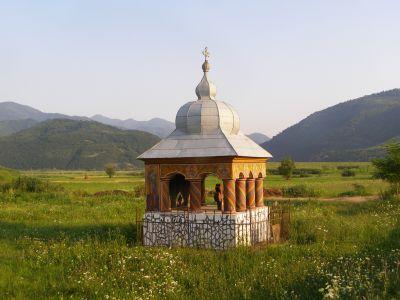
Wegkapelletje

Transsylvanië of Zevenburgen (Roemeens: Transilvania of Ardeal; Hongaars: Erdély; Duits: Siebenbürgen; Servisch: Трансилванија, "Transilvanija" of Ердељ, "Erdelj") is een historische regio die een groot deel van het huidige noorden en westen van Roemenië beslaat.
De landstreek is bekend door de roman Dracula van Bram Stoker, die dit verhaal deels baseerde op de mythe rond Vlad Țepeș, afkomstig uit de buurt van Sighișoara.

## Naam
Transsylvanië betekent het land aan de andere kant van (trans) het woud (silva). Bedoeld wordt het woudrijke Apusenigebergte dat de Grote Hongaarse Laagvlakte van het Transsylvaanse Plateau scheidt. De naam Zevenburgen verwijst vermoedelijk naar zeven door de Saksen gestichte steden:
- Bistrița, Beszterce of Bistritz
- Brașov, Brassó of Kronstadt
- Cluj-Napoca, Kolozsvár of Klausenburg
- Mediaș, Medgyes of Mediasch
- Sebeș, Szászsebes of Mühlbach
- Sibiu, Nagyszeben of Hermannstadt
- Sighișoara, Segesvár of Schäßburg

Het gebied dat anno 2020 Transsylvanië wordt genoemd, komt niet helemaal overeen met historisch Transsylvanië. Transsylvanië omvat inmiddels ook westelijk aangrenzende gebieden: Maramureș, Crișana en het Banaat.

## Geschiedenis

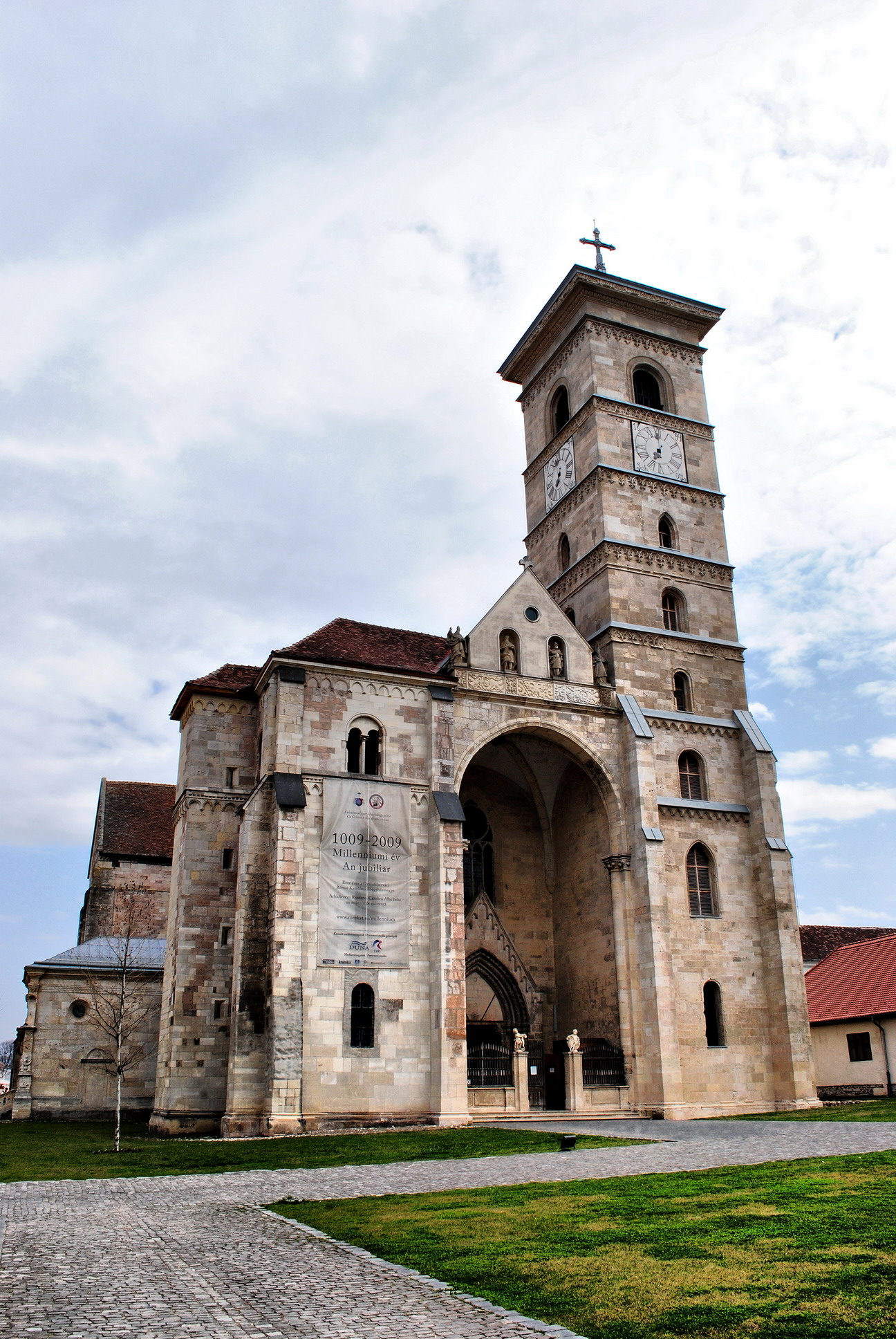
De Rooms-Katholieke Kathedraal van Alba Iulia

Al rond het begin van onze jaartelling werd Zevenburgen bewoond door de Daciërs. Zij beheersten op het toppunt van hun macht een gebied binnen de Karpatenboog tot aan Moravië in het noordwesten en in het zuiden over Bulgarije heen. Hun land werd rond het jaar 100 veroverd door de Romeinen. Hierna vond een sterke romanisering plaats in Transsylvanië en de bevolking, die een Grieks dialect sprak, nam het Latijn aan als bestuurs- en gerechtstaal. Later zouden de Roemenen zich beroepen op de Daciërs als hun voorouders en via deze op Transsylvanië als de historische kern van Roemenië. Nomadische volken uit het oosten, eerst Germanen en als belangrijkste de Hunnen, die het gebied veroverden en  het tot hun uitvalsbasis maakten voor de plundertochten naar het westen. In het jaar 895 vielen de Hongaren de regio binnen en richtten er hun koninkrijk op. De etnisch Hongaarse Szeklers werden in de 12de eeuw door de Hongaarse koningen aangesteld om in Zevenburgen de oostelijke grenzen te bewaken. In de loop van de 12e en 13e eeuw vestigden zich ook de Zevenburger Saksen in Zevenburgen. Dit waren boeren, koop- en ambachtslui van Waalse, Vlaamse en Lotharingse oorsprong. De laatstgenoemden kwamen uit het Moezelgebied en werden naar Hongaars gebruik Saksen genoemd, de Hongaarse naam voor alle Duitsers in ruime zin. De Walen en Vlamingen noemden het gebied Zivenbork naar de zeven bevestigde burchtsteden. Zowel de Szeklers als de Zevenburger Saksen genoten een bijzonder statuut en territoriale autonomie binnen het koninkrijk Hongarije. Roemenen hebben vermoedelijk altijd wel een numerieke meerderheid gevormd maar bezaten geen daarmee overeenkomende macht. Zij waren de Saksen en Hongaren als landarbeiders en herders dienstbaar en hadden geen politieke en bezitsrechten. De Hongaarse adellijke elite bleef tot 1918 de bepalende macht op grond van haar grootgrondbezit en daarmee samenhangende rijkdom.
De Slag bij Mohács vond in 1526 plaats, waarbij een groot deel van Hongarije door de Ottomanen werd veroverd en een klein deel onder Habsburgs bestuur kwam. Zevenburgen wist echter deels zijn autonomie te bewaren. In de loop van de eeuwen die hierop volgenden wisten de Habsburgers hun greep op Hongarije en op Zevenburgen steeds meer te versterken. In 1700 was de Habsburgse heerschappij over Transsylvanië bevestigd. Vanaf 1711 nam de gouverneur van Zevenburgen het gezag waar in plaats van de vorst van Zevenburgen, een titel die voortaan door de Habsburgse keizer zou worden gedragen. In 1765 werd Transsylvanië een grootvorstendom en met de oprichting van het Keizerrijk Oostenrijk werd het grootvorstendom Zevenburgen een Oostenrijks kroonland. Met het Diploma Leopoldinum van 1781 kregen de Roemenen individueel maar niet collectief burgerlijke rechten toegewezen, zodat zij toch ondergeschikt aan Saksen en Hongaren bleven. Door de Ausgleich van 1867 werden alle autonome instellingen van Zevenburgen ontbonden en werd het voormalige grootvorstendom een integraal deel van het Koninkrijk Hongarije binnen Oostenrijk-Hongarije. De magyarisering, vooral onder de middenklasse-Roemenen in de steden, nam daarna een grotere omvang aan. De Transsylvaanse Joden beschouwden zich grotendeels ook als Hongaren.
Na de Eerste Wereldoorlog en de Hongaars-Roemeense Oorlog werd Zevenburgen in 1918 door de Roemenen bezet en bij Roemenië aangehecht. In deze eeuwenlang door de Hongaarse adel en de Duits-Saksische burgerij gedomineerde provincie werden nu de Roemenen van een gediscrimineerde minderheid dominant en kwamen de Hongaren en Saksen in een gediscrimineerde positie. (Zie: Roemenisering van Transsylvanië) Tijdens de Tweede Wereldoorlog werd Noord-Transsylvanië door de Tweede Scheidsrechterlijke Uitspraak van Wenen opnieuw een deel van het Koninkrijk Hongarije. In 1944 werd het Hongaarse leger samen met de SS verdreven en enkele jaren later werd Roemenië van een koninkrijk een 'socialistische republiek' die alle burgers gelijke rechten en de minderheden voorzag van eigen, weliswaar door de staat geleide, onderwijs- en cultuurinstellingen. Deze transformeerde zich in 1990 in een liberale democratie. In deze democratie krijgen minderheden rechten in gemeenten waar zij meer dan 20% van de bevolking uitmaken maar omdat veel gemeenten samengevoegd worden zakken die minderheden vaak onder de getalsdrempel. Tweetalige plaatsnaamborden wekken een andere indruk.

## Bevolking
| Jaar | Totaal    | Roemenen | Hongaren | Duitsers |
| ---- | --------- | -------- | -------- | -------- |
| 1850 | 1.823.222 | 57,2%    | 26,8%    | 10,5%    |
| 1869 | 4.224.436 | 59%      | 25%      | 9,5%     |
| 1880 | 4.032.851 | 57%      | 26%      | 9,0%     |
| 1890 | 4.429.564 | 56%      | 27,1%    | 12,5%    |
| 1900 | 4.840.722 | 55%      | 29,5%    | 11,9%    |
| 1910 | 5.262.495 | 53,7%    | 31,6%    | 10,7%    |
| 1919 | 5.259.918 | 57,1%    | 26,5%    | 9,8%     |
| 1920 | 5.208.345 | 57,3%    | 25,5%    | 10,6%    |
| 1930 | 5.114.214 | 58,3%    | 26,7%    | 9,7%     |
| 1941 | 5.548.363 | 55,9%    | 29,5%    | 9%       |
| 1948 | 5.761.127 | 65,1%    | 25,7%    | 5,8%     |
| 1956 | 6.232.312 | 65,5%    | 25,9%    | 6%       |
| 1966 | 6.736.046 | 68%      | 24,2%    | 5,6%     |
| 1977 | 7.500.229 | 69,4%    | 22,6%    | 4,6%     |
| 1992 | 7.723.313 | 75,3%    | 21%      | 1,2%     |
| 2002 | 7.221.733 | 74,7%    | 19,6%    | 0,7%     |
| 2011 | 6.475.894 | 74,4%    | 18,9%    | 0,5%     |

Transsylvanië: Bevolkingssamenstelling 1850-2011

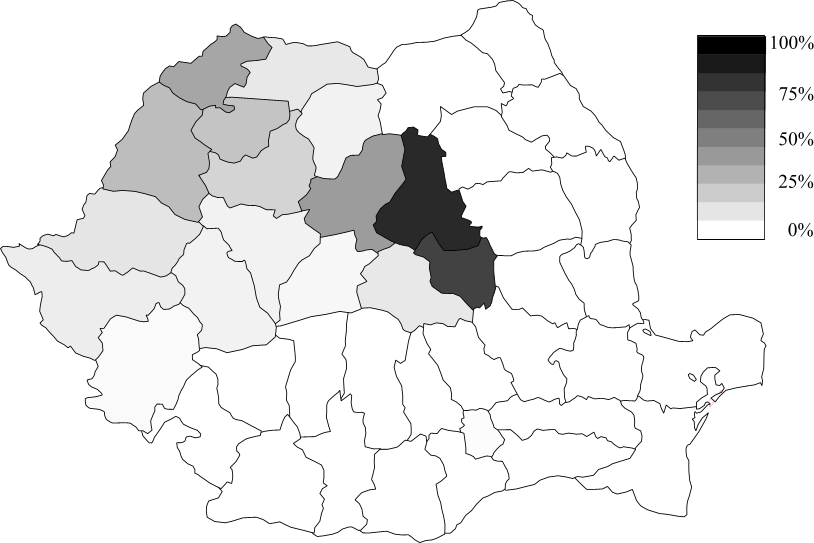
Aantal Hongaren per district in Roemenië

De grote stijging van het inwonertal tussen 1850 en 1869 hangt ongetwijfeld samen met een verandering van het met de naam Transsylvanië bedoelde gebied, door de inlijving van Maramures, Crisana en Banat, waardoor de oppervlakte van circa 57.000 tot circa 102.000 km² opliep. Tegenwoordig is er ook een minderheid van Roma's, die in de vroegere statistiek bij de Hongaren en ten dele ook bij de Roemenen werden geteld, maar nu als aparte groep staan geregistreerd. De effecten van een magyariseringspolitiek tussen 1870 en 1920 zijn duidelijk zichtbaar, en hadden tot 1940 invloed. Daarna was het de Roemenisering van Transsylvanië welke na 1945 tot op heden de verhoudingen bepaalde. De dramatische teloorgang van de Duitstalige gemeenschap komt in de cijfers na 1990 tot uitdrukking. Veel Roma hebben zich gevestigd in de door Saksen verlaten huizen en dorpen.

### Hongaarse gemeenschap
In Transsylvanië woont nog steeds een grote Hongaarse minderheid die de Roemeense statistiek op 1,6 miljoen stelt, maar de Hongaren zelf op 2 miljoen stellen. Hongaren vormden vanouds een derde deel van de bevolking, en daarvan valt een derde onder een bijzondere etnische groep Székely. De Hongaren zijn in de meerderheid in de districten Covasna en Harghita in de historische regio Szeklerland, de voormalige grensstreek van het Hongaarse koninkrijk. Ook in de rest van Transsylvanië zijn grote groepen Hongaarse minderheden te vinden. Een voorbeeld hiervan is de zogenaamde Zevenburgse Vlakte. Daarnaast bevond zich in Transsylvanië tot het einde van de 20e eeuw een grote minderheid van Duitstaligen, de Saksen: een tiende deel van de bevolking en in enkele zuidelijke districten de meerderheid. Anders dan de naam doet vermoeden zijn zij waarschijnlijk oorspronkelijk afkomstig uit Lotharingen, het Rijnland en vooral uit de Moezelstreek, Vlaanderen, Brabant, en hebben ze dus geen Saksische oorsprong. De Hongaren zijn in aantal afgenomen maar nog steeds talrijk. De meeste Transsylvaanse Saksen zijn na 1990 vertrokken naar Duitsland.

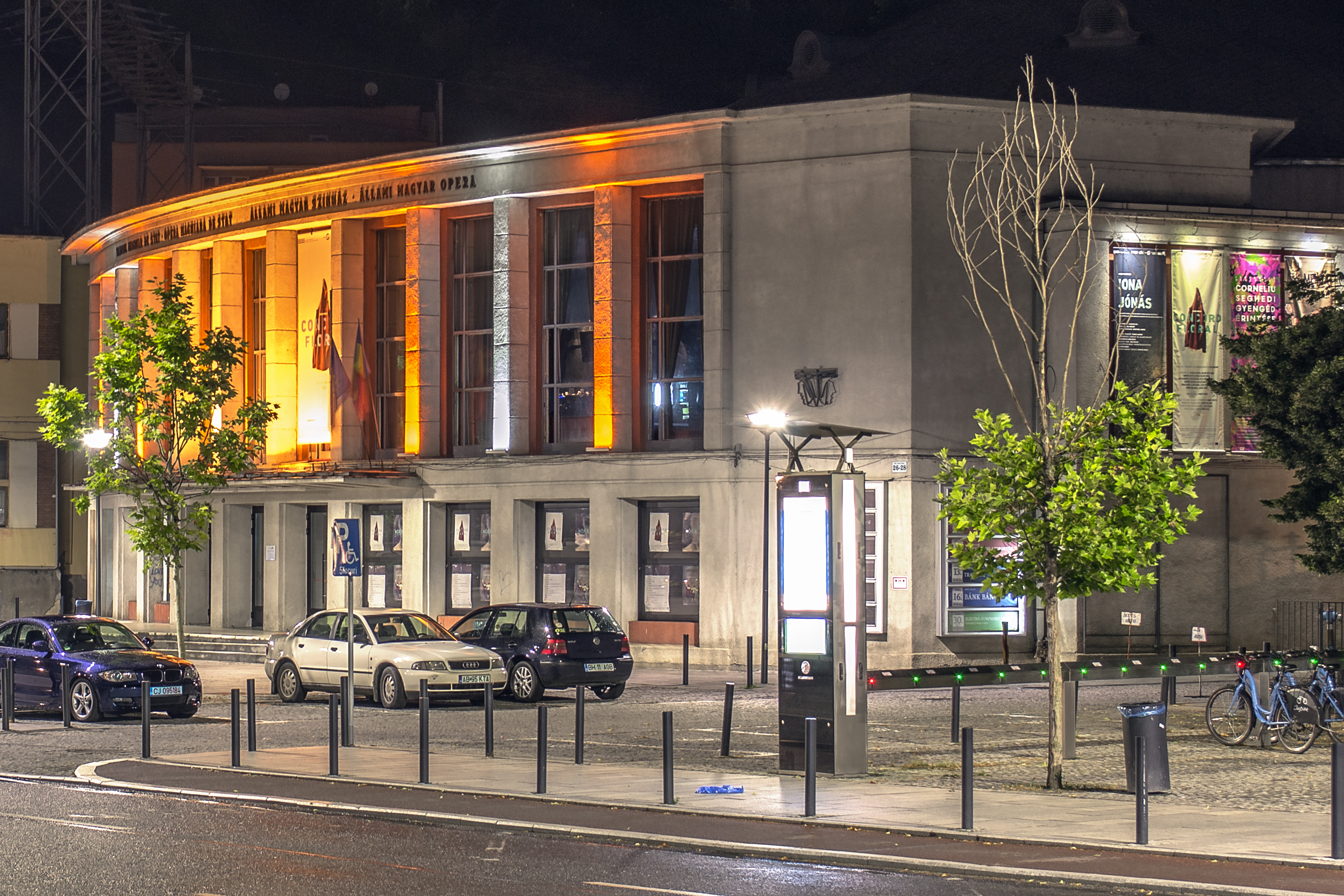
Hongaarstalige Opera van Cluj-Napoca

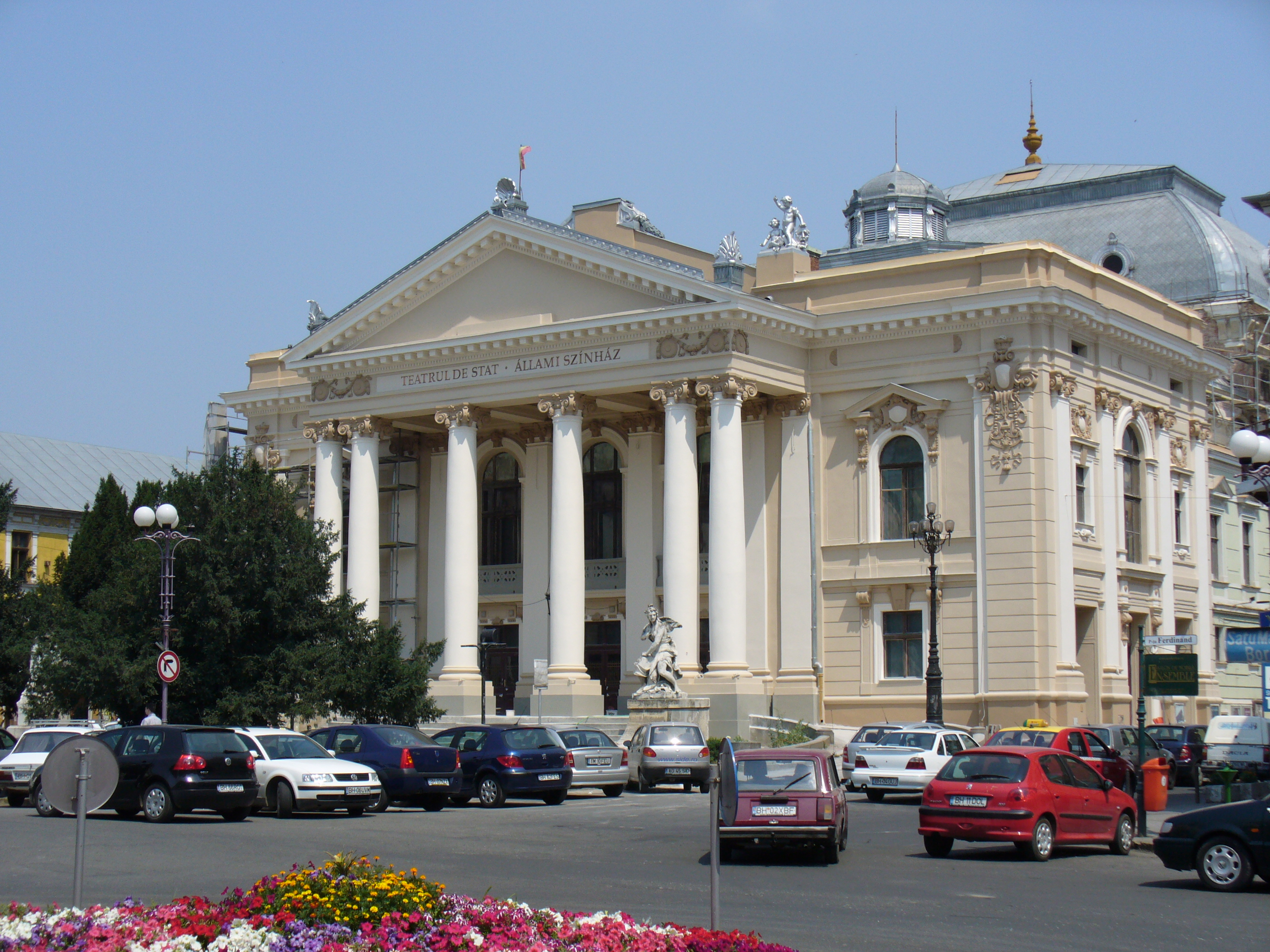
Hongaarstalige Theater Oradea

De Hongaarse gemeenschap vormt met circa 19% van de bevolking de belangrijkste minderheid in de streek. In 2 provincies zijn de Hongaren in de meerderheid (Harghita en Covasna. In de provincies Mures, Sălaj, Satu Mare en Bihor wonen ook aanzienlijke groepen Hongaren. De Hongaren beschouwen Cluj-Napoca als hoofdstad van het gebied. Verder geldt de stad Alba Iulia als centrum voor het Rooms-Katholieke Bisdom.
De grote steden van Transsylvanië hebben allen grote groepen Hongaren die eigen voorzieningen hebben zoals scholen, kerken, theaters, media en andere instellingen.
In Tirgu Mures woont met meer dan 57.000 zielen de grootste groep Hongaren. Daarna volgen steden als Cluj-Napoca met bijna 50.000 Hongaren en Oradea met ruim 45.000 Hongaren.
Zelfs in de hoofdstad Boekarest is er een Hongaarse gemeenschap met meer dan 5500 personen.

### Tien grootste Hongaarse gemeenschappen in Roemenië, volkstelling 2011
| Stad              | Inwonertal (totaal) | Aantal Hongaren | percentage |
| ----------------- | ------------------- | --------------- | ---------- |
| Târgu Mureș       | 134.290             | 57.532          | 43%        |
| Cluj-Napoca       | 324.576             | 49.565          | 15%        |
| Oradea            | 196.367             | 45.305          | 23%        |
| Sfântu Gheorghe   | 56.006              | 41.233          | 74%        |
| Satu Mare         | 102.411             | 35.441          | 35%        |
| Odorheiu Secuiesc | 34.257              | 31.665          | 92%        |
| Miercurea-Ciuc    | 38.966              | 30.607          | 79%        |
| Brașov (stad)     | 253.200             | 16.551          | 7%         |
| Târgu Secuiesc    | 18.491              | 16.292          | 88%        |
| Timișoara         | 319.279             | 15.564          | 5%         |

## Bestuurlijk

### Landstreken
Transsylvanië bestaat uit de volgende historische regio's:
- het Banaat (districten Caraș-Severin en Timiș)
- Crişana (districten Arad, Sălaj en Bihor)
- Maramureș (districten Maramureș en Satu Mare)
- eigenlijk Transsylvanië (de rest)

### Indeling

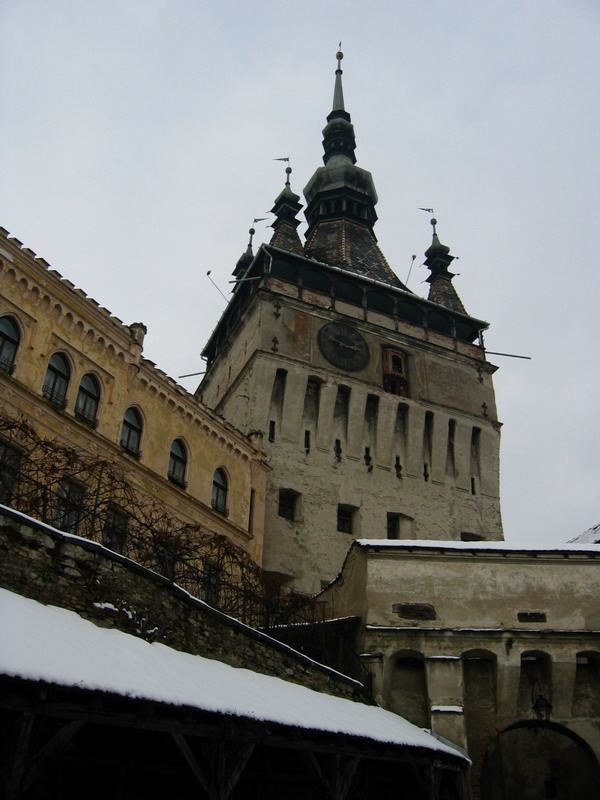
Middeleeuws Sighişoara

Transsylvanië is onderverdeeld in 16 districten. De cijfers van het inwonertal hebben betrekking op 2002.
| District        | Inwonertal (district) | Hoofdstad       | Inwonertal (hoofdstad) |
| --------------- | --------------------- | --------------- | ---------------------- |
| Alba            | 382.747               | Alba Iulia      | 66.406                 |
| Arad            | 461.791               | Arad            | 172.824                |
| Bihor           | 600.223               | Oradea          | 206.257                |
| Bistrița-Năsăud | 311.657               | Bistrița        | 87.169                 |
| Brașov          | 589.028               | Brașov          | 283.901                |
| Caraș-Severin   | 333.219               | Reșița          | 94.580                 |
| Cluj            | 702.755               | Cluj-Napoca     | 318.027                |
| Covasna         | 222.449               | Sfântu Gheorghe | 61.543                 |
| Harghita        | 326.222               | Miercurea-Ciuc  | 42.029                 |
| Hunedoara       | 485.712               | Deva            | 69.257                 |
| Maramureș       | 510.110               | Baia Mare       | 137.921                |
| Mureș           | 580.851               | Târgu Mureș     | 150.047                |
| Satu Mare       | 367.281               | Satu Mare       | 115.142                |
| Sălaj           | 248.015               | Zalău           | 62.927                 |
| Sibiu           | 421.724               | Sibiu           | 154.892                |
| Timiș           | 659,512 (2004)        | Timișoara       | 317.651                |

## Toerisme
Transsylvanië is in trek bij toeristen. Niet alleen om te skiën maar ook om middeleeuwse steden te bezoeken als Sighișoara, Bran en Biertan. Ook bezoeken mensen de Transfăgărășan, in de Zevenburgse Alpen, en slapen in berghutten (cabane) op meer dan 2000 m. In de lente en zomer worden er bergwandelingen georganiseerd vanaf berghutten. Het Apusenigebergte, ook wel de Westelijke Zevenburgse Alpen genoemd, staat bekend om de dichte bossen. Ook is hier de Scărișoaragletsjer in een grot waar het jaarlijks tussen de -1 °C en 0 °C blijft, ook al is het 200 m hogerop 20 °C. In de Apuseni is een groot ravijn, de Groapa Ruginoasa, die een populaire bestemming is. Het noorden van Transsylvanië, de regio Maramureș, heeft typische plattelandsdorpen en houten kerken.
| - Weerkerk in Boian (Bogeschdorf) - Weerkerk in Biertan (Birthälm) - Weerkerk in Hărman (Haschagen) - Weerkerk in Viscri (Deutsch-Weisskirch) |

### Dracula
Graaf en vampier Dracula, weerwolven, Frankenstein en verschillende andere monsters worden vaak in verband gebracht met Transsylvanië. Ze worden in Roemenië dan ook uitgespeeld als een toeristische troef. Bram Stokers graaf Dracula is deels gebaseerd op Vlad III, die afkomstig was uit Walachije, de historische regio gelegen ten zuiden van Transsylvanië.

## Weerkerken
- Weerkerken in Transsylvanië (werelderfgoed)